# Tragheimer Tor
Das Tragheimer Tor befand sich in Königsberg (Preußen) im Stadtteil Tragheim und führte von der Mühlen-Quergasse durch die Wallgasse hinaus in die Palwe und nach Maraunenhof.
Dieses Tor war unbedeutend und aus Palisaden errichtet. 1785 werden das vor dem Tore liegende „Tragheimsche Gemeindehaus“ sowie eine Milchbude (Molkerei) erwähnt. 1820 zählen zum Nahgebiet des Tores vier Güter, eine Borkmühle und eine Walkmühle. Die Stadt Königsberg litt im Laufe ihrer Entwicklung unter Enge und Raummangel, so dass 1900 diese Situation durch die Öffnung der Stadtbefestigung am Tragheimer Tor entspannt wurde. 1910 wurde das Tragheimer Tor geschleift. 